# Wereldkampioenschap voetbal 2010 (kwalificatie CONCACAF)
Namens de bond CONCACAF deden 35 landen mee aan de kwalificatie om 3,5 beschikbare plaatsen in de eindronde van het wereldkampioenschap voetbal 2010.
De vierde plaats hing af van de intercontinentale play-off tussen de nummer 4 van de CONCACAF en de winnaar van de CONMEBOL-groep. Hierin verloor Costa Rica het van Uruguay (0–1 thuis, 1–1 uit).

## Opzet
Van de 35 landen speelden de 22 laagst geklasseerde landen in de eerste ronde onderling een beslissingswedstrijd (uit en thuis). De elf winnaars plaatsten zich voor de tweede ronde waarvoor de 13 sterkste landen zich direct plaatsten.
In de tweede ronde speelden de 24 geplaatste landen onderling een beslissingswedstrijd (uit en thuis). De twaalf winnaars plaatsten zich voor de derde ronde.
De twaalf landen werden in de derde ronde ingedeeld in 3 groepen van vier landen. De groepswinnaar en de nummer 2 van de groep gingen door naar de vierde ronde.
In de vierde ronde speelden de zes landen een volledige competitie. De drie beste landen kwalificeerden zich voor de eindronde. Het land dat als vierde eindigde speelde een beslissingswedstrijd tegen de nummer 5 van Zuid-Amerika om één plaats in de eindronde.
De loting voor de eerste drie ronden had plaats op 25 november 2007 in Durban, Zuid-Afrika.

## Gekwalificeerde landen
| FIFA-lid         | Confederatie | Kwalificatie           | Kwal. datum     | Aantal dln. (incl. 2010) | Dln. op rij | Eerste dln. | Laatste dln. | Titels (excl. 2010) | Beste prestatie |
| ---------------- | ------------ | ---------------------- | --------------- | ------------------------ | ----------- | ----------- | ------------ | ------------------- | --------------- |
| Honduras         | CONCACAF     | Vierde ronde 3e plaats | 14 oktober 2009 | 2e                       | 1           | 1982        | 1982         | 0                   | Groepsfase      |
| Mexico           | CONCACAF     | Vierde ronde 2e plaats | 10 oktober 2009 | 14e                      | 5           | 1930        | 2006         | 0                   | Kwartfinale     |
| Verenigde Staten | CONCACAF     | Vierde ronde 1e plaats | 10 oktober 2009 | 9e                       | 6           | 1930        | 2006         | 0                   | Derde           |

## Plaatsingslijst
Voor de loting werden de landen gerangschikt op sterkte. Hierbij maakte de FIFA gebruik van de FIFA-wereldranglijst van mei 2007.
| Pot 1 (nr. 1–3)                    | Pot 2 (nr. 4–6) | Pot 3 (nr. 7–12) |
| ---------------------------------- | --- | --- |
| Mexico Verenigde Staten Costa Rica | Honduras Panama Trinidad en Tobago | Jamaica Cuba Haïti Guatemala Canada Guyana |
| Pot 4 (nr. 13)                     | Pot 5 (nr. 14–24) | Pot 6 (nr. 25–35) |
| Saint Vincent en de Grenadines     | Barbados Suriname Bermuda Antigua en Barbuda Saint Kitts en Nevis Dominicaanse Republiek El Salvador Bahama's Nicaragua Grenada Saint Lucia | Turks- en Caicoseilanden Nederlandse Antillen Britse Maagdeneilanden Dominica Kaaimaneilanden Puerto Rico Anguilla Belize Amerikaanse Maagdeneilanden Montserrat Aruba |

## Eerste ronde
In de eerste ronde speelden de 22 zwakste landen onderling in een thuis- en uitwedstrijd waarbij de winnaar doorging naar de tweede ronde. Hierbij werd een team uit pot E gekoppeld aan een team uit groep F.
Bij de Nederlandse Antillen werd de Nederlander Leen Looyen aangesteld, hij probeerde de Antillen naar het WK te brengen met veel spelers uit de Nederlandse ere-of eerste divisie. Zijn eerste succes waren twee overwinningen op het hoger ingeschaalde Nicaragua, de uitwedstrijd werd gewonnen door een goal van de bij FC Zwolle voetballende Anton Jongsma, de Antillen maakten het in eigen huis af door met 2-0 te winnen dankzij doelpunten van Tyrone Loran (NAC Breda) en Angelo Zimmerman (BV Veendam).

## Groep 1
|                                                  |               |       |              |                                                                               |
| 6 februari 2008 «onderlinge duels» 19:00 (UTC−4) | Dominica      | 1 – 1 | Barbados     | Windsor Park, Roseau Toeschouwers: 4.200 Scheidsrechter: Wálter Quesada (CRC) |
| 6 februari 2008 «onderlinge duels» 19:00 (UTC−4) | Pacquette 21' |       | 43' Williams | Windsor Park, Roseau Toeschouwers: 4.200 Scheidsrechter: Wálter Quesada (CRC) |

|                                                |                       |                    |          |                                                                                     |
| 26 maart 2008 «onderlinge duels» 16:00 (UTC−4) | Barbados Stanford 80' | 1 – 0 (2 – 1 agg.) | Dominica | Kensington Oval, Bridgetown Toeschouwers: 4.150 Scheidsrechter: Carlos Batres (GUA) |
| 26 maart 2008 «onderlinge duels» 16:00 (UTC−4) |                       |                    |          | Kensington Oval, Bridgetown Toeschouwers: 4.150 Scheidsrechter: Carlos Batres (GUA) |

Barbados won met 2–1 over twee wedstrijden en kwalificeert zich voor de tweede ronde (groep 1A).

### Groep 1B
|                                                  |                           |       |              |                                                                                              |
| 6 februari 2008 «onderlinge duels» 19:45 (UTC−5) | Turks- en Caicoseilanden  | 2 – 1 | Saint Lucia  | National Stadium, Providenciales Toeschouwers: 2.200 Scheidsrechter: Alfredo Whittaker (CAY) |
| 6 februari 2008 «onderlinge duels» 19:45 (UTC−5) | Lowery 31' G. Glinton 74' |       | 90+2' Nyhime | National Stadium, Providenciales Toeschouwers: 2.200 Scheidsrechter: Alfredo Whittaker (CAY) |

|                                                |                                 |                    |                          |                                                                                      |
| 26 maart 2008 «onderlinge duels» 15:00 (UTC−4) | Saint Lucia McPhee 28' Elva 85' | 2 – 0 (3 – 2 agg.) | Turks- en Caicoseilanden | George Odlumstadion, Vieux Fort Toeschouwers: 1.200 Scheidsrechter: Mark Forde (BAR) |
| 26 maart 2008 «onderlinge duels» 15:00 (UTC−4) |                                 |                    |                          | George Odlumstadion, Vieux Fort Toeschouwers: 1.200 Scheidsrechter: Mark Forde (BAR) |

Saint Lucia won met 3–2 over twee wedstrijden en kwalificeert zich voor de tweede ronde (groep 1B).

### Groep 1C
|                                                  |             |       |                 |                                                                                        |
| 3 februari 2008 «onderlinge duels» 15:00 (UTC−4) | Bermuda     | 1 – 1 | Kaaimaneilanden | Nationaal Stadion, Hamilton Toeschouwers: 2.000 Scheidsrechter: Mauricio Navarro (CAN) |
| 3 februari 2008 «onderlinge duels» 15:00 (UTC−4) | Burgess 18' |       | 87' Grant       | Nationaal Stadion, Hamilton Toeschouwers: 2.000 Scheidsrechter: Mauricio Navarro (CAN) |

|                                                |                                      |                    |                                     |                                                                                          |
| 30 maart 2008 «onderlinge duels» 20:00 (UTC−5) | Kaaimaneilanden M. Forbes 63' (pen.) | 1 – 3 (2 – 4 agg.) | Bermuda 18', 25' Degraff 52' Steede | Truman Boddenstadion, George Town Toeschouwers: 3.200 Scheidsrechter: Jair Marrufo (USA) |
| 30 maart 2008 «onderlinge duels» 20:00 (UTC−5) |                                      |                    |                                     | Truman Boddenstadion, George Town Toeschouwers: 3.200 Scheidsrechter: Jair Marrufo (USA) |

Bermuda won met 4–2 over twee wedstrijden en kwalificeert zich voor de tweede ronde (groep 1C).

### Groep 1D
|                                                  |       |                                          |                    |                                                                                     |
| 6 februari 2008 «onderlinge duels» 20:00 (UTC−4) | Aruba | 0 – 3                                    | Antigua en Barbuda | Trinidadstadion, Oranjestad Toeschouwers: 250 Scheidsrechter: Roberto Delgado (CUB) |
| 6 februari 2008 «onderlinge duels» 20:00 (UTC−4) |       | 23' Dublin 27' Gregory 40' (e.d.) Sierra |                    | Trinidadstadion, Oranjestad Toeschouwers: 250 Scheidsrechter: Roberto Delgado (CUB) |

|                                                |                                   |                    |       | |
| 26 maart 2008 «onderlinge duels» 16:15 (UTC−4) | Antigua en Barbuda Challenger 86' | 1 – 0 (4 – 0 agg.) | Aruba | Antigua Recreation Ground, Saint John's Toeschouwers: 1.000 Scheidsrechter: Courtney Campbell (JAM) |
| 26 maart 2008 «onderlinge duels» 16:15 (UTC−4) |                                   |                    |       | Antigua Recreation Ground, Saint John's Toeschouwers: 1.000 Scheidsrechter: Courtney Campbell (JAM) |

Antigua en Barbuda won met 4–0 over twee wedstrijden en kwalificeert zich voor de tweede ronde (groep 1D).

## Groep 2

### Groep 2A
|                                                  |                             |       |                      | |
| 6 februari 2008 «onderlinge duels» 15:00 (UTC−6) | Belize                      | 3 – 1 | Saint Kitts en Nevis | Estadio Mateo Flores, Guatemala-Stad (Guatemala) Toeschouwers: 500 Scheidsrechter: Howard Stennett (JAM) |
| 6 februari 2008 «onderlinge duels» 15:00 (UTC−6) | McCauley 7', 41' Roches 23' |       | 13' Williams         | Estadio Mateo Flores, Guatemala-Stad (Guatemala) Toeschouwers: 500 Scheidsrechter: Howard Stennett (JAM) |

|                                                |                                  |                    |                  |                                                                               |
| 26 maart 2008 «onderlinge duels» 19:00 (UTC−4) | Saint Kitts en Nevis Mitchum 84' | 1 – 1 (2 – 4 agg.) | Belize Smith 39' | Warner Park, Basseterre Toeschouwers: 2.000 Scheidsrechter: Neal Brizan (TRI) |
| 26 maart 2008 «onderlinge duels» 19:00 (UTC−4) |                                  |                    |                  | Warner Park, Basseterre Toeschouwers: 2.000 Scheidsrechter: Neal Brizan (TRI) |

Belize won met 4–2 over twee wedstrijden en kwalificeert zich voor de tweede ronde (groep 2A).

### Groep 2B
|                                                |               |       |                        |                                                                                       |
| 26 maart 2008 «onderlinge duels» 19:00 (UTC−4) | Bahama's      | 1 – 1 | Britse Maagdeneilanden | Thomas Robinsonstadion, Nassau Toeschouwers: 450 Scheidsrechter: Roberto Moreno (PAN) |
| 26 maart 2008 «onderlinge duels» 19:00 (UTC−4) | St. Fleur 47' |       | 68' Lennon             | Thomas Robinsonstadion, Nassau Toeschouwers: 450 Scheidsrechter: Roberto Moreno (PAN) |

|                                                |                                                 |                    |                                  | |
| 30 maart 2008 «onderlinge duels» 15:00 (UTC−4) | Britse Maagdeneilanden Williams 78', 90' (pen.) | 2 – 2 (3 – 3 agg.) | Bahama's 40' Bethel 52' Mitchell | Thomas Robinsonstadion, Nassau (Bahama's) Toeschouwers: 940 Scheidsrechter: Felix Mercedes Suazo (DOM) |
| 30 maart 2008 «onderlinge duels» 15:00 (UTC−4) |                                                 |                    |                                  | Thomas Robinsonstadion, Nassau (Bahama's) Toeschouwers: 940 Scheidsrechter: Felix Mercedes Suazo (DOM) |

Over twee wedstrijden stond het 3–3. Bahama's kwalificeren zich daarmee voor de tweede ronde (groep 2B) vanwege de regel van het uitdoelpunt.

### Groep 2C
|                                                |                                 |              |                        |                                                                                                 |
| 26 maart 2008 «onderlinge duels» 20:00 (UTC−4) | Puerto Rico Villegas 96' (pen.) | 1 – 0 (n.v.) | Dominicaanse Republiek | Estadio Juan Ramón Loubriel, Bayamón Toeschouwers: 8.000 Scheidsrechter: Mauricio Morales (MEX) |
| 26 maart 2008 «onderlinge duels» 20:00 (UTC−4) |                                 |              |                        | Estadio Juan Ramón Loubriel, Bayamón Toeschouwers: 8.000 Scheidsrechter: Mauricio Morales (MEX) |

Puerto Rico was na 1 wedstrijd gekwalificeerd voor de tweede ronde (groep 2C)

### Groep 2D
Het elftal van Saint Vincent en de Grenadines kwalificeerde zich automatisch voor de tweede ronde (groep 2D).

## Groep 3

### Groep 3A
|                                                | |        |                             |                                                                                        |
| 26 maart 2008 «onderlinge duels» 15:00 (UTC−4) | Grenada                                                                                              | 10 – 0 | Amerikaanse Maagdeneilanden | Nationaal Stadion, Saint George's Toeschouwers: 3.000 Scheidsrechter: Otis James (GUY) |
| 26 maart 2008 «onderlinge duels» 15:00 (UTC−4) | Roberts 3', 8' R. Charles 9', 43', 65', 87' S. Rennie 22' Langiagne 56' Bubb 82' Ferguson 89' (e.d.) |        |                             | Nationaal Stadion, Saint George's Toeschouwers: 3.000 Scheidsrechter: Otis James (GUY) |

Grenada kwalificeert zich na 1 wedstrijd voor de tweede ronde (groep 3A).

### Groep 3B
|                                                |             |       |                                                                      | |
| 26 maart 2008 «onderlinge duels» 18:00 (UTC−4) | Montserrat  | 1 – 7 | Suriname                                                             | Marvin Leestadion, Macoya (Trinidad en Tobago) Toeschouwers: 100 Scheidsrechter: Joel Aguilar (SLV) |
| 26 maart 2008 «onderlinge duels» 18:00 (UTC−4) | Farrell 48' |       | 36', 56' Christoph 44' Wondel 65' Valies 82', 85' Huur 88' Schuurman | Marvin Leestadion, Macoya (Trinidad en Tobago) Toeschouwers: 100 Scheidsrechter: Joel Aguilar (SLV) |

Suriname kwalificeert zich na 1 wedstrijd voor de tweede ronde (groep 3B).

### Groep 3C
|                                                  |                                                                                                  |        |          |                                                                                            |
| 6 februari 2008 «onderlinge duels» 19:30 (UTC−6) | El Salvador                                                                                      | 12 – 0 | Anguilla | Estadio Cuscatlán, San Salvador Toeschouwers: 15.000 Scheidsrechter: Javier Jauregui (AHO) |
| 6 februari 2008 «onderlinge duels» 19:30 (UTC−6) | Martin 5', 18' Corrales 31', 33', 54', 65', 68' Cerritos 47', 77', 84' Quintanilla 70' Umaña 80' |        |          | Estadio Cuscatlán, San Salvador Toeschouwers: 15.000 Scheidsrechter: Javier Jauregui (AHO) |

|                                                |          |                     |                                                                | |
| 26 maart 2008 «onderlinge duels» 20:00 (UTC−4) | Anguilla | 0 – 4 (0 – 16 agg.) | El Salvador 7' Cerritos 15' Corrales 22' Monteagudo 36' Torres | RFK Stadion, Washington D.C. (Verenigde Staten) Toeschouwers: 22.670 Scheidsrechter: Valman Bedeau (GRN) |
| 26 maart 2008 «onderlinge duels» 20:00 (UTC−4) |          |                     |                                                                | RFK Stadion, Washington D.C. (Verenigde Staten) Toeschouwers: 22.670 Scheidsrechter: Valman Bedeau (GRN) |

El Salvador won met 16–0 over twee wedstrijden en kwalificeert zich voor de tweede ronde (groep 3C).

### Groep 3D
|                                                  |           |             |                      |                                                                                            |
| 6 februari 2008 «onderlinge duels» 15:00 (UTC−6) | Nicaragua | 0 – 1       | Nederlandse Antillen | Estadio Cacique Diriangén, Diriamba Toeschouwers: 7.000 Scheidsrechter: Walter Lopez (GUA) |
| 6 februari 2008 «onderlinge duels» 15:00 (UTC−6) |           | 15' Jongsma |                      | Estadio Cacique Diriangén, Diriamba Toeschouwers: 7.000 Scheidsrechter: Walter Lopez (GUA) |

|                                                |                                              |                    |           |                                                                                             |
| 26 maart 2008 «onderlinge duels» 20:00 (UTC−4) | Nederlandse Antillen Loran 42' Zimmerman 81' | 2 – 0 (3 – 0 agg.) | Nicaragua | Ergilio Hatostadion, Willemstad Toeschouwers: 9.000 Scheidsrechter: Enrico Wijngaarde (SUR) |
| 26 maart 2008 «onderlinge duels» 20:00 (UTC−4) |                                              |                    |           | Ergilio Hatostadion, Willemstad Toeschouwers: 9.000 Scheidsrechter: Enrico Wijngaarde (SUR) |

Nederlandse Antillen won met 3–0 over twee wedstrijden en kwalificeert zich voor de tweede ronde (groep 3D).

## Tweede ronde
In de tweede ronde speelden de twaalf sterkste landen tegen een zwakker land in een thuis- en uitwedstrijd waarbij de winnaar doorging naar de derde ronde. Bij de loting werden de landen uit pot A, pot B en pot C gekoppeld aan het land uit pot D of een winnaar van de eerste ronde.
Van de sterkste voetballanden had Trinidad en Tobago het moeilijk met Bermuda, het verloor de thuiswedstrijd met 1-2. In de return zorgde de voor Bristol City spelende  Stern John voor opluchting door de 0-2 te scoren. Mexico en de Verenigde Staten boekten kleine zeges in uitwedstrijden tegen de dwergen Belize en Barbados, maar haalden uit in hun thuiswedstrijd.
De Nederlandse Antillen leken voor een stunt te zorgen door in Haïti doelpuntloos gelijk te spelen, maar door een eigen doelpunt van een van de weinige spelers spelend voor de Antilliaanse competitie Eugene Martha werden de Antillen uitgeschakeld. Suriname haalde wel de derde ronde, Guyana werd twee keer verslagen.

## Groep 1

### Groep 1A
|                                               |          |                    |                            |                                                                                      |
| 22 juni 2008 «onderlinge duels» 15:00 (UTC−4) | Barbados | 0 – 1 (0 – 9 agg.) | Verenigde Staten Lewis 21' | Kensington Oval, Bridgetown Toeschouwers: 2.000 Scheidsrechter: Roberto Moreno (PAN) |
| 22 juni 2008 «onderlinge duels» 15:00 (UTC−4) |          |                    |                            | Kensington Oval, Bridgetown Toeschouwers: 2.000 Scheidsrechter: Roberto Moreno (PAN) |

Verenigde Staten won met 9–0 over twee wedstrijden en kwalificeert zich voor de derde ronde (groep 1).

### Groep 1B
|                                               |                                                        |       |             |                                                                                                  |
| 14 juni 2008 «onderlinge duels» 20:00 (UTC−6) | Guatemala                                              | 6 – 0 | Saint Lucia | Estadio Mateo Flores, Guatemala-Stad Toeschouwers: 24.600 Scheidsrechter: Benito Archundia (MEX) |
| 14 juni 2008 «onderlinge duels» 20:00 (UTC−6) | Rodríguez 6' Ruiz 36', 40', 58', 90+3' Trigueros 90+1' |       |             | Estadio Mateo Flores, Guatemala-Stad Toeschouwers: 24.600 Scheidsrechter: Benito Archundia (MEX) |

|                                               |                        |                    |                                         | |
| 21 juni 2008 «onderlinge duels» 19:00 (UTC−7) | Saint Lucia McPhee 45' | 1 – 3 (1 – 9 agg.) | Guatemala Romero 24', 43' Trigueros 86' | Los Angeles Memorial Coliseum, Los Angeles (Verenigde Staten) Toeschouwers: 12.000 Scheidsrechter: Enrico Wijngaarde (SUR) |
| 21 juni 2008 «onderlinge duels» 19:00 (UTC−7) |                        |                    |                                         | Los Angeles Memorial Coliseum, Los Angeles (Verenigde Staten) Toeschouwers: 12.000 Scheidsrechter: Enrico Wijngaarde (SUR) |

Guatemala won met 9–1 over twee wedstrijden en kwalificeert zich voor de derde ronde (groep 1).

### Groep 1C
|                                               |                    |       |               |                                                                                     |
| 15 juni 2008 «onderlinge duels» 17:30 (UTC−4) | Trinidad en Tobago | 1 – 2 | Bermuda       | Marvin Lee Stadium, Macoya Toeschouwers: 4.585 Scheidsrechter: Wálter Quesada (CRC) |
| 15 juni 2008 «onderlinge duels» 17:30 (UTC−4) | John 22'           |       | 8', 40' Nusum | Marvin Lee Stadium, Macoya Toeschouwers: 4.585 Scheidsrechter: Wálter Quesada (CRC) |

|                                               |         |                    |                                        |                                                                                     |
| 22 juni 2008 «onderlinge duels» 19:30 (UTC−3) | Bermuda | 0 – 2 (2 – 3 agg.) | Trinidad en Tobago Roberts 9' John 66' | Nationaal Stadion, Hamilton Toeschouwers: 5.000 Scheidsrechter: Carlos Batres (GUA) |
| 22 juni 2008 «onderlinge duels» 19:30 (UTC−3) |         |                    |                                        | Nationaal Stadion, Hamilton Toeschouwers: 5.000 Scheidsrechter: Carlos Batres (GUA) |

Trinidad en Tobago won met 3–2 over twee wedstrijden en kwalificeert zich voor de derde ronde (groep 1).

### Groep 1D
|                                               |                           |       |                                                          |                                                                                                  |
| 17 juni 2008 «onderlinge duels» 19:00 (UTC−4) | Antigua en Barbuda        | 3 – 4 | Cuba                                                     | Sir Vivian Richards Stadium, St. John's Toeschouwers: 4.500 Scheidsrechter: Roberto Moreno (PAN) |
| 17 juni 2008 «onderlinge duels» 19:00 (UTC−4) | Skepple 9', 13' Simon 81' |       | 10', 74' Colomé 22' (e.d.) Garfield Gonsalves 85' Duarte | Sir Vivian Richards Stadium, St. John's Toeschouwers: 4.500 Scheidsrechter: Roberto Moreno (PAN) |

|                                               |                                          |                    |                    |                                                                                        |
| 22 juni 2008 «onderlinge duels» 17:00 (UTC−4) | Cuba Linares 10', 45+2', 53' Márquez 69' | 4 – 0 (8 – 3 agg.) | Antigua en Barbuda | Estadio Pedro Marrero, Havana Toeschouwers: 2.000 Scheidsrechter: Wálter Quesada (CRC) |
| 22 juni 2008 «onderlinge duels» 17:00 (UTC−4) |                                          |                    |                    | Estadio Pedro Marrero, Havana Toeschouwers: 2.000 Scheidsrechter: Wálter Quesada (CRC) |

Cuba won met 8–3 over twee wedstrijden en kwalificeert zich voor de derde ronde (groep 1).

## Groep 2

### Groep 2A
|                                               |        |                                |        | |
| 15 juni 2008 «onderlinge duels» 15:30 (UTC−5) | Belize | 0 – 2                          | Mexico | Reliantstadion, Houston (Verenigde Staten) Toeschouwers: 50.137 Scheidsrechter: Javier Santillán (AHO) |
| 15 juni 2008 «onderlinge duels» 15:30 (UTC−5) |        | Vela 66' Borgetti 90+2' (pen.) |        | Reliantstadion, Houston (Verenigde Staten) Toeschouwers: 50.137 Scheidsrechter: Javier Santillán (AHO) |

|                                               |                                                                                     |                    |        |                                                                                             |
| 21 juni 2008 «onderlinge duels» 21:00 (UTC−5) | Mexico Vela 7' Guardado 33' Arce 45+1', 48' Borgetti 62', 90+4' Lennen 90+2' (e.d.) | 7 – 0 (9 – 0 agg.) | Belize | Estadio Universitario, Monterrey Toeschouwers: 42.000 Scheidsrechter: Silviu Petrescu (CAN) |
| 21 juni 2008 «onderlinge duels» 21:00 (UTC−5) |                                                                                     |                    |        | Estadio Universitario, Monterrey Toeschouwers: 42.000 Scheidsrechter: Silviu Petrescu (CAN) |

Mexico won met 9–0 over twee wedstrijden en kwalificeert zich voor de derde ronde (groep 2).

### Groep 2B
|                                               |                                                                           |       |          |                                                                                         |
| 15 juni 2008 «onderlinge duels» 18:00 (UTC−5) | Jamaica                                                                   | 7 – 0 | Bahama's | Independence Park, Kingston Toeschouwers: 20.000 Scheidsrechter: Mauricio Navarro (CAN) |
| 15 juni 2008 «onderlinge duels» 18:00 (UTC−5) | Gardner 17' Phillips 23' King 34' Shelton 51', 66' Goodison 75' Daley 89' |       |          | Independence Park, Kingston Toeschouwers: 20.000 Scheidsrechter: Mauricio Navarro (CAN) |

|                                               |          |                     |                                                                   | |
| 18 juni 2008 «onderlinge duels» 16:00 (UTC−5) | Bahama's | 0 – 6 (0 – 13 agg.) | Jamaica 29', 56' Burton 35', 38' (pen.), 43' Shelton 40' Marshall | Greenfield Stadium, Trelawny (Jamaica) Toeschouwers: 10.500 Scheidsrechter: Benito Archundia (MEX) |
| 18 juni 2008 «onderlinge duels» 16:00 (UTC−5) |          |                     |                                                                   | Greenfield Stadium, Trelawny (Jamaica) Toeschouwers: 10.500 Scheidsrechter: Benito Archundia (MEX) |

Jamaica won met 13–0 over twee wedstrijden en kwalificeert zich voor de derde ronde (groep 2).

### Groep 2C
|                                              |                                           |       |             | |
| 4 juni 2008 «onderlinge duels» 20:30 (UTC−6) | Honduras                                  | 4 – 0 | Puerto Rico | Estadio Olímpico Metropolitano, San Pedro Sula Toeschouwers: 20.000 Scheidsrechter: Courtney Campbell (JAM) |
| 4 juni 2008 «onderlinge duels» 20:30 (UTC−6) | de León 25' Palacios 51' Suazo 52', 90+2' |       |             | Estadio Olímpico Metropolitano, San Pedro Sula Toeschouwers: 20.000 Scheidsrechter: Courtney Campbell (JAM) |

|                                               |                                         |                    |                                 | |
| 14 juni 2008 «onderlinge duels» 20:00 (UTC−4) | Puerto Rico Megaloudis 32' Villegas 41' | 2 – 2 (2 – 6 agg.) | Honduras 23' Suazo 52' Palacios | Estadio Juan Ramón Loubriel, Bayamón Toeschouwers: 5.000 Scheidsrechter: Walter Lopez Castellanos (GUA) |
| 14 juni 2008 «onderlinge duels» 20:00 (UTC−4) |                                         |                    |                                 | Estadio Juan Ramón Loubriel, Bayamón Toeschouwers: 5.000 Scheidsrechter: Walter Lopez Castellanos (GUA) |

Honduras won met 6–2 over twee wedstrijden en kwalificeert zich voor de derde ronde (groep 2).

### Groep 2D
|                                               |                                |                                    |        |                                                                                      |
| 15 juni 2008 «onderlinge duels» 15:00 (UTC−4) | Saint Vincent en de Grenadines | 0 – 3                              | Canada | Arnos Valestadion, Kingstown Toeschouwers: 5.000 Scheidsrechter: Carlos Batres (GUA) |
| 15 juni 2008 «onderlinge duels» 15:00 (UTC−4) |                                | 32' Nakajima-Farran 43', 88' Gerba |        | Arnos Valestadion, Kingstown Toeschouwers: 5.000 Scheidsrechter: Carlos Batres (GUA) |

|                                               |                                           |                    |                                          |                                                                                |
| 20 juni 2008 «onderlinge duels» 19:30 (UTC−4) | Canada De Rosario 29', 50' Gerba 38', 63' | 4 – 1 (7 – 1 agg.) | Saint Vincent en de Grenadines 76' James | Stade Saputo, Montreal Toeschouwers: 11.502 Scheidsrechter: Joel Aguilar (SLV) |
| 20 juni 2008 «onderlinge duels» 19:30 (UTC−4) |                                           |                    |                                          | Stade Saputo, Montreal Toeschouwers: 11.502 Scheidsrechter: Joel Aguilar (SLV) |

Canada won met 7–1 over twee wedstrijden en kwalificeert zich voor de derde ronde (groep 2).

## Groep 3

### Groep 3A
|                                               |                            |       |                         | |
| 14 juni 2008 «onderlinge duels» 16:00 (UTC−4) | Grenada                    | 2 – 2 | Costa Rica              | Kirani James Atletiekstadion, Saint George's Toeschouwers: 10.000 Scheidsrechter: Neal Brizan (TRI) |
| 14 juni 2008 «onderlinge duels» 16:00 (UTC−4) | P. Modeste 20' Roberts 27' |       | 42' Alonso 75' V. Núñez | Kirani James Atletiekstadion, Saint George's Toeschouwers: 10.000 Scheidsrechter: Neal Brizan (TRI) |

|                                               |                                              |                    |         |                                                                                            |
| 21 juni 2008 «onderlinge duels» 20:00 (UTC−6) | Costa Rica Saborio 17' Ruiz 30' Azofeifa 89' | 3 – 0 (5 – 2 agg.) | Grenada | Estadio Ricardo Saprissa, San José Toeschouwers: 16.000 Scheidsrechter: Jair Marrufo (USA) |
| 21 juni 2008 «onderlinge duels» 20:00 (UTC−6) |                                              |                    |         | Estadio Ricardo Saprissa, San José Toeschouwers: 16.000 Scheidsrechter: Jair Marrufo (USA) |

Costa Rica won met 5–2 over twee wedstrijden en kwalificeert zich voor de derde ronde (groep 3).

### Groep 3B
|                                               |               |       |        |                                                                                             |
| 14 juni 2008 «onderlinge duels» 16:00 (UTC−3) | Suriname      | 1 – 0 | Guyana | André Kamperveenstadion, Paramaribo Toeschouwers: 3.000 Scheidsrechter: Jose Guerrero (NCA) |
| 14 juni 2008 «onderlinge duels» 16:00 (UTC−3) | Sandvliet 52' |       |        | André Kamperveenstadion, Paramaribo Toeschouwers: 3.000 Scheidsrechter: Jose Guerrero (NCA) |

|                                               |                       |                    |                                     |                                                                                            |
| 22 juni 2008 «onderlinge duels» 15:30 (UTC−4) | Guyana Codrington 84' | 1 – 2 (1 – 3 agg.) | Suriname 11' Van Dijk 36' Sandvliet | Providence Stadium, Georgetown Toeschouwers: 12.000 Scheidsrechter: Courtney Campbell(JAM) |
| 22 juni 2008 «onderlinge duels» 15:30 (UTC−4) |                       |                    |                                     | Providence Stadium, Georgetown Toeschouwers: 12.000 Scheidsrechter: Courtney Campbell(JAM) |

Suriname won met 3–1 over twee wedstrijden en kwalificeert zich voor de derde ronde (groep 3).

### Groep 3C
|                                               |            |       |             | |
| 15 juni 2008 «onderlinge duels» 16:00 (UTC−4) | Panama     | 1 – 0 | El Salvador | Estadio Nacional de Panamá, Panama-Stad Toeschouwers: 22.150 Scheidsrechter: Enrico Wijngaarde (SUR) |
| 15 juni 2008 «onderlinge duels» 16:00 (UTC−4) | Tejada 21' |       |             | Estadio Nacional de Panamá, Panama-Stad Toeschouwers: 22.150 Scheidsrechter: Enrico Wijngaarde (SUR) |

|                                               |                                                   |                    |                   | |
| 22 juni 2008 «onderlinge duels» 18:00 (UTC−6) | El Salvador Quintanilla 70', 83' (pen.) Anaya 87' | 3 – 1 (3 – 2 agg.) | Panama 14' Garcés | Estadio Cuscatlán, San Salvador Toeschouwers: 27.420 Scheidsrechter: Marco Antonio Rodríguez (MEX) |
| 22 juni 2008 «onderlinge duels» 18:00 (UTC−6) |                                                   |                    |                   | Estadio Cuscatlán, San Salvador Toeschouwers: 27.420 Scheidsrechter: Marco Antonio Rodríguez (MEX) |

El Salvador won met 3–2 over twee wedstrijden en kwalificeert zich voor de derde ronde (groep 3).

### Groep 3D
|                                               |       |       |                      |                                                                                            |
| 15 juni 2008 «onderlinge duels» 15:00 (UTC−4) | Haïti | 0 – 0 | Nederlandse Antillen | Sylvio Catorstadion, Port-au-Prince Toeschouwers: 6.000 Scheidsrechter: Joel Aguilar (SLV) |
| 15 juni 2008 «onderlinge duels» 15:00 (UTC−4) |       |       |                      | Sylvio Catorstadion, Port-au-Prince Toeschouwers: 6.000 Scheidsrechter: Joel Aguilar (SLV) |

|                                               |                      |                    |                         |                                                                                       |
| 22 juni 2008 «onderlinge duels» 18:00 (UTC−4) | Nederlandse Antillen | 0 – 1 (0 – 1 agg.) | Haïti Martha 77' (e.d.) | Ergilio Hatostadion, Willemstad Toeschouwers: 9.000 Scheidsrechter: Neal Brizan (TRI) |
| 22 juni 2008 «onderlinge duels» 18:00 (UTC−4) |                      |                    |                         | Ergilio Hatostadion, Willemstad Toeschouwers: 9.000 Scheidsrechter: Neal Brizan (TRI) |

Haïti won met 1–0 over twee wedstrijden en kwalificeert zich voor de derde ronde (groep 3).

## Derde ronde
De 12 landen speelden in 3 groepen van vier landen waarbij de nummers 1 en 2 doorgaan naar de vierde ronde. De indeling van deze groepen werd ook gemaakt tijdens de loting in Durban. Bij de indeling werd ervoor gezorgd dat er in elke groep een land uit pot A, een land uit pot B en twee landen uit pot C werden geplaatst, of het land dat dat team in de tweede ronde zou verslaan.
In vergelijking met het vorige WK plaatsten Mexico, de Verenigde Staten, Canada, Costa Rica, Honduras, Guatemala, El Salvador, Trinidad en Tobago en Jamaica  zich opnieuw voor de derde ronde, de plaatsen van St. Vincent en Grenadines, St. Kitts en Nevis en Panama werden ingenomen door Cuba, Haïti en Suriname.

### Groep 1
De Verenigde Staten won zoals verwacht met overmacht de groep, de eerste vier wedstrijden werden gewonnen, de thuiswedstrijden met overmacht. De strijd om de tweede plaats ging tussen Trinidad en Tobago en Guatemala, na vier wedstrijden hadden beide ploegen vijf punten, de onderlinge wedstrijden eindigden beiden in een gelijkspel. Op de vijfde speeldag verloor Guatemala van het puntloze Cuba, Trinidad en Tobago won van het al geplaatste Amerika en na een zege op Cuba plaatste Trinidad en Tobago zich voor de derde achtereenvolgende keer voor de finale-poule.
| Nr. | Land               | GW | W | G | V | DV | DT | DS  | Ptn | Resultaat             |
| --- | ------------------ | -- | - | - | - | -- | -- | --- | --- | --------------------- |
| 1   | Verenigde Staten   | 6  | 5 | 0 | 1 | 14 | 3  | +11 | 15  | Naar de vierde ronde. |
| 2   | Trinidad en Tobago | 6  | 3 | 2 | 1 | 9  | 6  | +3  | 11  | Naar de vierde ronde. |
| 3   | Guatemala          | 6  | 1 | 2 | 3 | 6  | 7  | –1  | 5   |                       |
| 4   | Cuba               | 6  | 1 | 0 | 5 | 5  | 18 | –13 | 3   |                       |

|                                                   |             |              |                          |                                                                                          |
| 20 augustus 2008 «onderlinge duels» 20:00 (UTC−4) | Cuba        | 1–3          | Trinidad en Tobago       | Estadio Pedro Marrero, Havana Toeschouwers: 4.000 Scheidsrechter: Benito Archundia (MEX) |
| 20 augustus 2008 «onderlinge duels» 20:00 (UTC−4) | Márquez 85' | Externe link | 27', 61' Daniel 66' Glen | Estadio Pedro Marrero, Havana Toeschouwers: 4.000 Scheidsrechter: Benito Archundia (MEX) |

|                                                   |           |              |                  | |
| 20 augustus 2008 «onderlinge duels» 20:10 (UTC−6) | Guatemala | 0–1          | Verenigde Staten | Estadio Nacional Mateo Flores, Guatemala-Stad Toeschouwers: 26.000 Scheidsrechter: Enrico Wijngaarde (SUR) |
| 20 augustus 2008 «onderlinge duels» 20:10 (UTC−6) |           | Externe link | 69' Bocanegra    | Estadio Nacional Mateo Flores, Guatemala-Stad Toeschouwers: 26.000 Scheidsrechter: Enrico Wijngaarde (SUR) |

|                                                   |                    |              |              |                                                                                                |
| 6 september 2008 «onderlinge duels» 17:30 (UTC−4) | Trinidad en Tobago | 1–1          | Guatemala    | Hasely Crawfordstadion, Port of Spain Toeschouwers: 9.500 Scheidsrechter: Roberto Moreno (PAN) |
| 6 september 2008 «onderlinge duels» 17:30 (UTC−4) | Daniel 84'         | Externe link | 90' Gallardo | Hasely Crawfordstadion, Port of Spain Toeschouwers: 9.500 Scheidsrechter: Roberto Moreno (PAN) |

|                                                   |      |              |                  |                                                                                       |
| 6 september 2008 «onderlinge duels» 20:10 (UTC−4) | Cuba | 0–1          | Verenigde Staten | Estadio Pedro Marrero, Havana Toeschouwers: 12.000 Scheidsrechter: Joel Aguilar (SLV) |
| 6 september 2008 «onderlinge duels» 20:10 (UTC−4) |      | Externe link | 40' Dempsey      | Estadio Pedro Marrero, Havana Toeschouwers: 12.000 Scheidsrechter: Joel Aguilar (SLV) |

|                                                    |                                   |              |                    |                                                                                      |
| 10 september 2008 «onderlinge duels» 19:10 (UTC−5) | Verenigde Staten                  | 3–0          | Trinidad en Tobago | Toyota Park, Bridgeview Toeschouwers: 11.452 Scheidsrechter: Courtney Campbell (JAM) |
| 10 september 2008 «onderlinge duels» 19:10 (UTC−5) | Bradley 10' Dempsey 18' Ching 57' | Externe link |                    | Toyota Park, Bridgeview Toeschouwers: 11.452 Scheidsrechter: Courtney Campbell (JAM) |

|                                                    |                                             |              |             | |
| 10 september 2008 «onderlinge duels» 20:00 (UTC−6) | Guatemala                                   | 4–1          | Cuba        | Estadio Nacional Mateo Flores, Guatemala-Stad Toeschouwers: 19.750 Scheidsrechter: Marco Antonio Rodríguez (MEX) |
| 10 september 2008 «onderlinge duels» 20:00 (UTC−6) | Ruiz 38', 55' Rodríguez 85' Contreras 90+1' | Externe link | 25' Linares | Estadio Nacional Mateo Flores, Guatemala-Stad Toeschouwers: 19.750 Scheidsrechter: Marco Antonio Rodríguez (MEX) |

|                                                  |                                                                |              |           | |
| 11 oktober 2008 «onderlinge duels» 19:10 (UTC−4) | Verenigde Staten                                               | 6–1          | Cuba      | Robert F. Kennedy Memorial Stadium, Washington Toeschouwers: 20.249 Scheidsrechter: Roberto Moreno (PAN) |
| 11 oktober 2008 «onderlinge duels» 19:10 (UTC−4) | Beasley 11', 31' Donovan 48' Ching 63' Altidore 87' Onyewu 90' | Externe link | 32' Muñoz | Robert F. Kennedy Memorial Stadium, Washington Toeschouwers: 20.249 Scheidsrechter: Roberto Moreno (PAN) |

|                                                  |              |     |                    | |
| 11 oktober 2008 «onderlinge duels» 20:00 (UTC−6) | Guatemala    | 0–0 | Trinidad en Tobago | Estadio Nacional Mateo Flores, Guatemala-Stad Toeschouwers: 29.000 Scheidsrechter: Silviu Petrescu (CAN) |
| 11 oktober 2008 «onderlinge duels» 20:00 (UTC−6) | Externe link |     |                    | Estadio Nacional Mateo Flores, Guatemala-Stad Toeschouwers: 29.000 Scheidsrechter: Silviu Petrescu (CAN) |

|                                                  |                                |              |           |                                                                                           |
| 15 oktober 2008 «onderlinge duels» 20:00 (UTC−4) | Cuba                           | 2–1          | Guatemala | Estadio Pedro Marrero, Havana Toeschouwers: 6.000 Scheidsrechter: Courtney Campbell (JAM) |
| 15 oktober 2008 «onderlinge duels» 20:00 (UTC−4) | Colomé 45' (pen.) Urgelles 90' | Externe link | 80' Pappa | Estadio Pedro Marrero, Havana Toeschouwers: 6.000 Scheidsrechter: Courtney Campbell (JAM) |

|                                                  |                             |              |                  |                                                                                                 |
| 15 oktober 2008 «onderlinge duels» 20:10 (UTC−4) | Trinidad en Tobago          | 2–1          | Verenigde Staten | Hasely Crawfordstadion, Port of Spain Toeschouwers: 19.000 Scheidsrechter: Wálter Quesada (CRC) |
| 15 oktober 2008 «onderlinge duels» 20:10 (UTC−4) | Latapy 60' Yorke 79' (pen.) | Externe link | 74' Davies       | Hasely Crawfordstadion, Port of Spain Toeschouwers: 19.000 Scheidsrechter: Wálter Quesada (CRC) |

|                                                   |                                |              |      | |
| 19 november 2008 «onderlinge duels» 21:10 (UTC−4) | Trinidad en Tobago             | 3–0          | Cuba | Hasely Crawfordstadion, Port of Spain Toeschouwers: 18.000 Scheidsrechter: Enrico Wijngaarde (SUR) |
| 19 november 2008 «onderlinge duels» 21:10 (UTC−4) | Jones 67' Yorke 69' Daniel 89' | Externe link |      | Hasely Crawfordstadion, Port of Spain Toeschouwers: 18.000 Scheidsrechter: Enrico Wijngaarde (SUR) |

|                                                   |                    |              |           | |
| 19 november 2008 «onderlinge duels» 18:10 (UTC−7) | Verenigde Staten   | 2–0          | Guatemala | Dick's Sporting Goods Park, Commerce City Toeschouwers: 9.303 Scheidsrechter: Benito Archundia (MEX) |
| 19 november 2008 «onderlinge duels» 18:10 (UTC−7) | Cooper 53' Adu 68' | Externe link |           | Dick's Sporting Goods Park, Commerce City Toeschouwers: 9.303 Scheidsrechter: Benito Archundia (MEX) |

### Groep 2
Bij Mexico werd Sven-Goran Eriksson aangesteld als bondscoach, de ex-bondscoach van Engeland had een dag na zijn ontslag bij Manchester City een nieuwe baan en volgde levende legende Hugo Sanchez op, die zich niet wist te kwalificeren voor de Olympische Spelen.  Erikson begon met alle thuiswedstrijden, die alle drie werden gewonnen. De tweede wedstrijd tegen Jamaica stond oorspronkelijk gepland in Kingston, maar werd overgezet naar Mexico vanwege de schade die orkaan Gustav had aangericht, Mexico won met 3-0 van Jamaica. Na drie speelronden had Mexico negen punten, Honduras zes en Canada en Jamaica één punt.
Het werd toch nog spannend in de groep, Jamaica won met 1-0 van Mexico, terwijl Jamaica alleen maar thuiswedstrijden hoefde te spelen. Na een nieuwe zege op Honduras en een benauwd gelijkspel van Mexico op het al kansloze Canada had Jamaica nog twee punten achterstand op Honduras en drie op Mexico, het doelsaldo was wel veel beter dan Jamaica (verschil zeven doelpunten). Honduras won met 1-0 van Mexico, Mexico verloor door een eigen doelpunt en twee spelers werden uit het veld gestuurd. Een grote stunt bleef uit, omdat Jamaica bleef steken op een 3-0 zege tegen Canada, op doelsaldo haalde Mexico de finale-poule, maar de Mexicaanse pers was genadeloos en eiste het ontslag van Sven-Goran Eriksson.
| Nr. | Land     | GW | W | G | V | DV | DT | DS | Ptn | Resultaat             |
| --- | -------- | -- | - | - | - | -- | -- | -- | --- | --------------------- |
| 1   | Honduras | 6  | 4 | 0 | 2 | 9  | 5  | +4 | 12  | Naar de vierde ronde. |
| 2   | Mexico   | 6  | 3 | 1 | 2 | 9  | 6  | +3 | 10  | Naar de vierde ronde. |
| 3   | Jamaica  | 6  | 3 | 1 | 2 | 6  | 6  | 0  | 10  |                       |
| 4   | Canada   | 6  | 0 | 2 | 4 | 6  | 13 | –7 | 2   |                       |

|                                                   |               |              |              |                                                                             |
| 20 augustus 2008 «onderlinge duels» 19:30 (UTC−4) | Canada        | 1–1          | Jamaica      | BMO Field, Toronto Toeschouwers: 22.000 Scheidsrechter: Carlos Batres (GUA) |
| 20 augustus 2008 «onderlinge duels» 19:30 (UTC−4) | de Guzmán 47' | Externe link | 52' Williams | BMO Field, Toronto Toeschouwers: 22.000 Scheidsrechter: Carlos Batres (GUA) |

|                                                   |                |              |             |                                                                                     |
| 20 augustus 2008 «onderlinge duels» 20:00 (UTC−5) | Mexico         | 2–1          | Honduras    | Aztekenstadion, Mexico-Stad Toeschouwers: 81.100 Scheidsrechter: Joel Aguilar (SLV) |
| 20 augustus 2008 «onderlinge duels» 20:00 (UTC−5) | Pardo 73', 75' | Externe link | 36' de León | Aztekenstadion, Mexico-Stad Toeschouwers: 81.100 Scheidsrechter: Joel Aguilar (SLV) |

|                                                   |                                   |              |         |                                                                                         |
| 6 september 2008 «onderlinge duels» 17:00 (UTC−5) | Mexico                            | 3–0          | Jamaica | Aztekenstadion, Mexico-Stad Toeschouwers: 96.000 Scheidsrechter: Baldomero Toledo (USA) |
| 6 september 2008 «onderlinge duels» 17:00 (UTC−5) | Guardado 3' Arce 33' Magallón 63' | Externe link |         | Aztekenstadion, Mexico-Stad Toeschouwers: 96.000 Scheidsrechter: Baldomero Toledo (USA) |

|                                                   |            |              |                   |                                                                                  |
| 6 september 2008 «onderlinge duels» 20:00 (UTC−4) | Canada     | 1–2          | Honduras          | Stade Saputo, Montreal Toeschouwers: 13.032 Scheidsrechter: Wálter Quesada (CRC) |
| 6 september 2008 «onderlinge duels» 20:00 (UTC−4) | Serioux 4' | Externe link | 47', 56' R. Núñez | Stade Saputo, Montreal Toeschouwers: 13.032 Scheidsrechter: Wálter Quesada (CRC) |

|                                                    |                       |              |           | |
| 10 september 2008 «onderlinge duels» 20:00 (UTC−5) | Mexico                | 2–1          | Canada    | Estadio Víctor Manuel Reyna, Tuxtla Gutiérrez Toeschouwers: 26.900 Scheidsrechter: Neal Brizan (TRI) |
| 10 september 2008 «onderlinge duels» 20:00 (UTC−5) | Bravo 59' Márquez 73' | Externe link | 78' Gerba | Estadio Víctor Manuel Reyna, Tuxtla Gutiérrez Toeschouwers: 26.900 Scheidsrechter: Neal Brizan (TRI) |

|                                                    |                                 |              |         | |
| 10 september 2008 «onderlinge duels» 19:30 (UTC−6) | Honduras                        | 2–0          | Jamaica | Estadio Olímpico Metropolitano, San Pedro Sula Toeschouwers: 39.000 Scheidsrechter: Roberto Moreno (PAN) |
| 10 september 2008 «onderlinge duels» 19:30 (UTC−6) | R. Núñez 65' Guevara 73' (pen.) | Externe link |         | Estadio Olímpico Metropolitano, San Pedro Sula Toeschouwers: 39.000 Scheidsrechter: Roberto Moreno (PAN) |

|                                                  |            |              |        |                                                                                       |
| 11 oktober 2008 «onderlinge duels» 19:00 (UTC−5) | Jamaica    | 1–0          | Mexico | Independence Park, Kingston Toeschouwers: 27.000 Scheidsrechter: Wálter Quesada (CRC) |
| 11 oktober 2008 «onderlinge duels» 19:00 (UTC−5) | Fuller 34' | Externe link |        | Independence Park, Kingston Toeschouwers: 27.000 Scheidsrechter: Wálter Quesada (CRC) |

|                                                  |                                      |              |              | |
| 11 oktober 2008 «onderlinge duels» 19:30 (UTC−6) | Honduras                             | 3–1          | Canada       | Estadio Olímpico Metropolitano, San Pedro Sula Toeschouwers: 36.000 Scheidsrechter: Jair Marrufo (USA) |
| 11 oktober 2008 «onderlinge duels» 19:30 (UTC−6) | W. Martínez 9' Costly 65' Thomas 90' | Externe link | 54' Hainault | Estadio Olímpico Metropolitano, San Pedro Sula Toeschouwers: 36.000 Scheidsrechter: Jair Marrufo (USA) |

|                                                  |             |              |          |                                                                                    |
| 15 oktober 2008 «onderlinge duels» 19:00 (UTC−5) | Jamaica     | 1–0          | Honduras | Independence Park, Kingston Toeschouwers: 25.000 Scheidsrechter: Neal Brizan (TRI) |
| 15 oktober 2008 «onderlinge duels» 19:00 (UTC−5) | Shelton 16' | Externe link |          | Independence Park, Kingston Toeschouwers: 25.000 Scheidsrechter: Neal Brizan (TRI) |

|                                                  |                         |              |                       |                                                                                             |
| 15 oktober 2008 «onderlinge duels» 19:00 (UTC−6) | Canada                  | 2–2          | Mexico                | Commonwealth Stadium, Edmonton Toeschouwers: 14.145 Scheidsrechter: Enrico Wijngaarde (SUR) |
| 15 oktober 2008 «onderlinge duels» 19:00 (UTC−6) | Gerba 13' Radzinski 50' | Externe link | 35' Salcido 64' Vuoso | Commonwealth Stadium, Edmonton Toeschouwers: 14.145 Scheidsrechter: Enrico Wijngaarde (SUR) |

|                                                   |                   |              |        | |
| 19 november 2008 «onderlinge duels» 19:00 (UTC−6) | Honduras          | 1–0          | Mexico | Estadio Olímpico Metropolitano, San Pedro Sula Toeschouwers: 45.000 Scheidsrechter: Carlos Batres (GUA) |
| 19 november 2008 «onderlinge duels» 19:00 (UTC−6) | Osorio 52' (e.d.) | Externe link |        | Estadio Olímpico Metropolitano, San Pedro Sula Toeschouwers: 45.000 Scheidsrechter: Carlos Batres (GUA) |

|                                                   |                                          |              |        |                                                                                     |
| 19 november 2008 «onderlinge duels» 20:00 (UTC−5) | Jamaica                                  | 3–0          | Canada | Independence Park, Kingston Toeschouwers: 28.000 Scheidsrechter: Joel Aguilar (SLV) |
| 19 november 2008 «onderlinge duels» 20:00 (UTC−5) | Shelton 28' King 58' (pen.) Cummings 85' | Externe link |        | Independence Park, Kingston Toeschouwers: 28.000 Scheidsrechter: Joel Aguilar (SLV) |

### Groep 3
Costa Rica won met overmacht deze groep, het won alle zes wedstrijden, ook El Salvador had weinig moeite zich te plaatsen. Suriname gaf in zijn eerste wedstrijd een zeker lijkende voorsprong tegen Haïti uit handen en na een 7-0 afstraffing tegen Costa Rica kon de ploeg zich niet meer herstellen.
| Nr. | Land        | GW | W | G | V | DV | DT | DS  | Ptn | Resultaat             |
| --- | ----------- | -- | - | - | - | -- | -- | --- | --- | --------------------- |
| 1   | Costa Rica  | 6  | 6 | 0 | 0 | 20 | 3  | +17 | 18  | Naar de vierde ronde. |
| 2   | El Salvador | 6  | 3 | 1 | 2 | 11 | 4  | +7  | 10  | Naar de vierde ronde. |
| 3   | Haïti       | 6  | 0 | 3 | 3 | 4  | 13 | –9  | 3   |                       |
| 4   | Suriname    | 6  | 0 | 2 | 4 | 4  | 19 | –15 | 2   |                       |

|                                                   |                         |              |                    |                                                                                                |
| 20 augustus 2008 «onderlinge duels» 17:00 (UTC−5) | Haïti                   | 2–2          | Suriname           | Sylvio Catorstadion, Port-au-Prince Toeschouwers: 7.800 Scheidsrechter: Mauricio Navarro (CAN) |
| 20 augustus 2008 «onderlinge duels» 17:00 (UTC−5) | Bertin 90' Brunel 90+5' | Externe link | 31', 46' Christoph | Sylvio Catorstadion, Port-au-Prince Toeschouwers: 7.800 Scheidsrechter: Mauricio Navarro (CAN) |

|                                                   |                    |              |             | |
| 20 augustus 2008 «onderlinge duels» 20:00 (UTC−6) | Costa Rica         | 1–0          | El Salvador | Estadio Ricardo Saprissa, San José Toeschouwers: 27.000 Scheidsrechter: Marco Antonio Rodríguez (MEX) |
| 20 augustus 2008 «onderlinge duels» 20:00 (UTC−6) | Saborío 49' (pen.) | Externe link |             | Estadio Ricardo Saprissa, San José Toeschouwers: 27.000 Scheidsrechter: Marco Antonio Rodríguez (MEX) |

|                                                   |                                           |              |       |                                                                                         |
| 6 september 2008 «onderlinge duels» 19:30 (UTC−6) | El Salvador                               | 5–0          | Haïti | Estadio Cuscatlán, San Salvador Toeschouwers: 21.000 Scheidsrechter: Jair Marrufo (USA) |
| 6 september 2008 «onderlinge duels» 19:30 (UTC−6) | Zelaya 7', 24', 53' Larios 58' Torres 79' | Externe link |       | Estadio Cuscatlán, San Salvador Toeschouwers: 21.000 Scheidsrechter: Jair Marrufo (USA) |

|                                                   |                                                                      |              |          |                                                                                              |
| 6 september 2008 «onderlinge duels» 20:00 (UTC−6) | Costa Rica                                                           | 7–0          | Suriname | Estadio Ricardo Saprissa, San José Toeschouwers: 11.000 Scheidsrechter: Steven Depiero (CAN) |
| 6 september 2008 «onderlinge duels» 20:00 (UTC−6) | Ledezma 9', 41' Alpízar 47' Alonso 78' Borges 79' Solís 86' Ruiz 88' | Externe link |          | Estadio Ricardo Saprissa, San José Toeschouwers: 11.000 Scheidsrechter: Steven Depiero (CAN) |

|                                                    |          |              |                             |                                                                                                |
| 10 september 2008 «onderlinge duels» 16:30 (UTC−3) | Suriname | 0–2          | El Salvador                 | André Kamperveenstadion, Paramaribo Toeschouwers: 4.500 Scheidsrechter: Benito Archundia (MEX) |
| 10 september 2008 «onderlinge duels» 16:30 (UTC−3) |          | Externe link | 2' Martin 12' (e.d.) Felter | André Kamperveenstadion, Paramaribo Toeschouwers: 4.500 Scheidsrechter: Benito Archundia (MEX) |

|                                                    |             |              |                           |                                                                                              |
| 10 september 2008 «onderlinge duels» 17:00 (UTC−5) | Haïti       | 1–3          | Costa Rica                | Sylvio Catorstadion, Port-au-Prince Toeschouwers: 14.700 Scheidsrechter: Carlos Batres (GUA) |
| 10 september 2008 «onderlinge duels» 17:00 (UTC−5) | Alcénat 40' | Externe link | 12', 75' Ruiz 86' Alpízar | Sylvio Catorstadion, Port-au-Prince Toeschouwers: 14.700 Scheidsrechter: Carlos Batres (GUA) |

|                                                  |               |              |                                             |                                                                                                 |
| 11 oktober 2008 «onderlinge duels» 16:30 (UTC−3) | Suriname      | 1–4          | Costa Rica                                  | André Kamperveenstadion, Paramaribo Toeschouwers: 3.000 Scheidsrechter: Courtney Campbell (JAM) |
| 11 oktober 2008 «onderlinge duels» 16:30 (UTC−3) | Sandvliet 48' | Externe link | 10' Centeno 41' Borges 47' Alonso 78' Solís | André Kamperveenstadion, Paramaribo Toeschouwers: 3.000 Scheidsrechter: Courtney Campbell (JAM) |

|                                                  |              |     |             |                                                                                            |
| 11 oktober 2008 «onderlinge duels» 17:00 (UTC−5) | Haïti        | 0–0 | El Salvador | Sylvio Catorstadion, Port-au-Prince Toeschouwers: 10.000 Scheidsrechter: Neal Brizan (TRI) |
| 11 oktober 2008 «onderlinge duels» 17:00 (UTC−5) | Externe link |     |             | Sylvio Catorstadion, Port-au-Prince Toeschouwers: 10.000 Scheidsrechter: Neal Brizan (TRI) |

|                                                  |                      |              |       |                                                                                              |
| 15 oktober 2008 «onderlinge duels» 20:00 (UTC−6) | Costa Rica           | 2–0          | Haïti | Estadio Ricardo Saprissa, San José Toeschouwers: 5.500 Scheidsrechter: Ricardo Salazar (USA) |
| 15 oktober 2008 «onderlinge duels» 20:00 (UTC−6) | Díaz 16' Núñez 90+2' | Externe link |       | Estadio Ricardo Saprissa, San José Toeschouwers: 5.500 Scheidsrechter: Ricardo Salazar (USA) |

|                                                  |                                             |              |          |                                                                                          |
| 15 oktober 2008 «onderlinge duels» 20:00 (UTC−6) | El Salvador                                 | 3–0          | Suriname | Estadio Cuscatlán, San Salvador Toeschouwers: 20.000 Scheidsrechter: Carlos Batres (GUA) |
| 15 oktober 2008 «onderlinge duels» 20:00 (UTC−6) | Zelaya 8' Quintanilla 27' Garden 81' (e.d.) | Externe link |          | Estadio Cuscatlán, San Salvador Toeschouwers: 20.000 Scheidsrechter: Carlos Batres (GUA) |

|                                                   |               |              |                 | |
| 19 november 2008 «onderlinge duels» 16:30 (UTC−3) | Suriname      | 1–1          | Haïti           | André Kamperveenstadion, Paramaribo Toeschouwers: 800 Scheidsrechter: Marco Antonio Rodríguez (MEX) |
| 19 november 2008 «onderlinge duels» 16:30 (UTC−3) | Christoph 40' | Externe link | 28' Saint-Preux | André Kamperveenstadion, Paramaribo Toeschouwers: 800 Scheidsrechter: Marco Antonio Rodríguez (MEX) |

|                                                   |              |              |                                |                                                                                            |
| 19 november 2008 «onderlinge duels» 19:30 (UTC−6) | El Salvador  | 1–3          | Costa Rica                     | Estadio Cuscatlán, San Salvador Toeschouwers: 20.000 Scheidsrechter: Silviu Petrescu (CAN) |
| 19 november 2008 «onderlinge duels» 19:30 (UTC−6) | Corrales 18' | Externe link | 24', 90+4' Myrie 30' Fernández | Estadio Cuscatlán, San Salvador Toeschouwers: 20.000 Scheidsrechter: Silviu Petrescu (CAN) |

## Vierde ronde
De 6 landen speelden in 1 groep waarbij de nummers 1, 2 en 3 zich plaatsten voor de eindronde. De nummer 4 speelde een beslissingswedstrijd tegen de nummer 5 van Zuid-Amerika om één plaats in de eindronde. Een loting bepaalde de volgorde van de wedstrijden.

In vergelijking met het vorige WK plaatsten Mexico, de Verenigde Staten, Costa Rica en Trinidad en Tobago zich opnieuw voor de finale-poule, Panama werd uitgeschakeld door El Salvador, de plaats van Guatemala werd ingenomen door Honduras.

### Eindstand
| Nr. | Land               | GW | W | G | V | DV | DT | DS  | Ptn | Resultaat                                 |
| --- | ------------------ | -- | - | - | - | -- | -- | --- | --- | ----------------------------------------- |
| 1   | Verenigde Staten   | 10 | 6 | 2 | 2 | 19 | 13 | +6  | 20  | Gekwalificeerd voor het hoofdtoernooi.    |
| 2   | Mexico             | 10 | 6 | 1 | 3 | 18 | 12 | +6  | 19  | Gekwalificeerd voor het hoofdtoernooi.    |
| 3   | Honduras           | 10 | 5 | 1 | 4 | 17 | 11 | +6  | 16  | Gekwalificeerd voor het hoofdtoernooi.    |
| 4   | Costa Rica         | 10 | 5 | 1 | 4 | 15 | 15 | 0   | 16  | Geplaatst voor intercontinentale play-off |
| 5   | El Salvador        | 10 | 2 | 2 | 6 | 9  | 15 | –6  | 8   |                                           |
| 6   | Trinidad en Tobago | 10 | 1 | 3 | 6 | 10 | 22 | –12 | 6   |                                           |

### Wedstrijden

#### Speelronde één tot en met vijf
Mexico begon de finale-poule matig met een 2-0 nederlaag tegen aartsvijand de Verenigde Staten, Michael Bradley, de zoon van bondscoach Bob Bradley scoorde twee maal. Na een nieuwe, kansloze nederlaag tegen Honduras werd Sven-Göran Eriksson ontslagen. Onder oud-bondscoach Javier Aguirre was het herstel nog broos, na een derde nederlaag in de serie, 2-1 tegen El Salvador. Costa Rica verloor alleen van Mexico in de eerste speelhelft en door een 3-1 zege op de Verenigde Staten bereikte het de eerste plaats in de groep. Na vijf wedstrijden stond Costa Rica bovenaan met twaalf punten, de Verenigde Staten tien punten, Honduras zeven en Mexico zes punten. 
|                                                   |                    |              |        |                                                                                          |
| 11 februari 2009 «onderlinge duels» 19:00 (UTC−5) | Verenigde Staten   | 2–0          | Mexico | Columbus Crew Stadium, Columbus Toeschouwers: 23.776 Scheidsrechter: Carlos Batres (GUA) |
| 11 februari 2009 «onderlinge duels» 19:00 (UTC−5) | Bradley 43', 90+2' | Externe link |        | Columbus Crew Stadium, Columbus Toeschouwers: 23.776 Scheidsrechter: Carlos Batres (GUA) |

|                                                   |                   |              |                             | |
| 11 februari 2009 «onderlinge duels» 19:00 (UTC−6) | El Salvador       | 2–2          | Trinidad en Tobago          | Estadio Cuscatlán, San Salvador Toeschouwers: 25.000 Scheidsrechter: Marco Antonio Rodríguez (MEX) |
| 11 februari 2009 «onderlinge duels» 19:00 (UTC−6) | Romero 82', 90+3' | Externe link | 7' Edwards 26' (pen.) Yorke | Estadio Cuscatlán, San Salvador Toeschouwers: 25.000 Scheidsrechter: Marco Antonio Rodríguez (MEX) |

|                                                   |                  |              |          |                                                                                            |
| 11 februari 2009 «onderlinge duels» 20:30 (UTC−6) | Costa Rica       | 2–0          | Honduras | Estadio Ricardo Saprissa, San José Toeschouwers: 18.000 Scheidsrechter: Joel Aguilar (SLV) |
| 11 februari 2009 «onderlinge duels» 20:30 (UTC−6) | 48', 59' Furtado | Externe link |          | Estadio Ricardo Saprissa, San José Toeschouwers: 18.000 Scheidsrechter: Joel Aguilar (SLV) |

|                                                |                            |              |            |                                                                                     |
| 28 maart 2009 «onderlinge duels» 17:00 (UTC−6) | Mexico                     | 2–0          | Costa Rica | Aztekenstadion, Mexico-Stad Toeschouwers: 90.000 Scheidsrechter: Terry Vaughn (USA) |
| 28 maart 2009 «onderlinge duels» 17:00 (UTC−6) | Bravo 20' Pardo 52' (pen.) | Externe link |            | Aztekenstadion, Mexico-Stad Toeschouwers: 90.000 Scheidsrechter: Terry Vaughn (USA) |

|                                                |                    |              |           |                                                                                                 |
| 28 maart 2009 «onderlinge duels» 19:00 (UTC−4) | Trinidad en Tobago | 1–1          | Honduras  | Hasely Crawfordstadion, Port of Spain Toeschouwers: 23.500 Scheidsrechter: Wálter Quesada (CRC) |
| 28 maart 2009 «onderlinge duels» 19:00 (UTC−4) | Hyland 90'         | Externe link | 51' Pavón | Hasely Crawfordstadion, Port of Spain Toeschouwers: 23.500 Scheidsrechter: Wálter Quesada (CRC) |

|                                                |                              |              |                         |                                                                                             |
| 28 maart 2009 «onderlinge duels» 19:00 (UTC−6) | El Salvador                  | 2–2          | Verenigde Staten        | Estadio Cuscatlán, San Salvador Toeschouwers: 30.350 Scheidsrechter: Benito Archundia (MEX) |
| 28 maart 2009 «onderlinge duels» 19:00 (UTC−6) | Quintanilla 15' Castillo 72' | Externe link | 77' Altidore 88' Hejduk | Estadio Cuscatlán, San Salvador Toeschouwers: 30.350 Scheidsrechter: Benito Archundia (MEX) |

|                                               |                        |              |                    |                                                                               |
| 1 april 2009 «onderlinge duels» 18:45 (UTC−5) | Verenigde Staten       | 3–0          | Trinidad en Tobago | LP Field, Nashville Toeschouwers: 27.959 Scheidsrechter: Roberto Moreno (PAN) |
| 1 april 2009 «onderlinge duels» 18:45 (UTC−5) | Altidore 13', 71', 89' | Externe link |                    | LP Field, Nashville Toeschouwers: 27.959 Scheidsrechter: Roberto Moreno (PAN) |

|                                               |                           |              |                     | |
| 1 april 2009 «onderlinge duels» 19:30 (UTC−6) | Honduras                  | 3–1          | Mexico              | Estadio Olímpico Metropolitano, San Pedro Sula Toeschouwers: 28.000 Scheidsrechter: Paul Ward (CAN) |
| 1 april 2009 «onderlinge duels» 19:30 (UTC−6) | Costly 17', 79' Pavón 43' | Externe link | 82' (pen.) Castillo | Estadio Olímpico Metropolitano, San Pedro Sula Toeschouwers: 28.000 Scheidsrechter: Paul Ward (CAN) |

|                                               |             |              |             |                                                                                            |
| 1 april 2009 «onderlinge duels» 20:00 (UTC−6) | Costa Rica  | 1–0          | El Salvador | Estadio Ricardo Saprissa, San José Toeschouwers: 19.200 Scheidsrechter: Jair Marrufo (USA) |
| 1 april 2009 «onderlinge duels» 20:00 (UTC−6) | Centeno 69' | Externe link |             | Estadio Ricardo Saprissa, San José Toeschouwers: 19.200 Scheidsrechter: Jair Marrufo (USA) |

|                                              |                                   |              |                      |                                                                                           |
| 3 juni 2009 «onderlinge duels» 20:00 (UTC−6) | Costa Rica                        | 3–1          | Verenigde Staten     | Estadio Ricardo Saprissa, San José Toeschouwers: 19.200 Scheidsrechter: Neal Brizan (TRI) |
| 3 juni 2009 «onderlinge duels» 20:00 (UTC−6) | Saborío 2' Borges 13' Herrera 68' | Externe link | 90+2' (pen.) Donovan | Estadio Ricardo Saprissa, San José Toeschouwers: 19.200 Scheidsrechter: Neal Brizan (TRI) |

|                                              |                        |              |                             |                                                                                          |
| 6 juni 2009 «onderlinge duels» 18:05 (UTC−4) | Trinidad en Tobago     | 2–3          | Costa Rica                  | Dwight Yorkestadion, Bacolet Toeschouwers: 8.000 Scheidsrechter: Courtney Campbell (JAM) |
| 6 juni 2009 «onderlinge duels» 18:05 (UTC−4) | Edwards 29' Samuel 63' | Externe link | 40' Saborío 52', 68' Borges | Dwight Yorkestadion, Bacolet Toeschouwers: 8.000 Scheidsrechter: Courtney Campbell (JAM) |

|                                              |                                  |              |           |                                                                                    |
| 6 juni 2009 «onderlinge duels» 19:30 (UTC−5) | Verenigde Staten                 | 2–1          | Honduras  | Soldier Field, Chicago Toeschouwers: 55.647 Scheidsrechter: Mauricio Morales (MEX) |
| 6 juni 2009 «onderlinge duels» 19:30 (UTC−5) | Donovan 43' (pen.) Bocanegra 68' | Externe link | 5' Costly | Soldier Field, Chicago Toeschouwers: 55.647 Scheidsrechter: Mauricio Morales (MEX) |

|                                              |                                     |              |                   |                                                                                           |
| 6 juni 2009 «onderlinge duels» 19:00 (UTC−6) | El Salvador                         | 2–1          | Mexico            | Estadio Cuscatlán, San Salvador Toeschouwers: 33.000 Scheidsrechter: Wálter Quesada (CRC) |
| 6 juni 2009 «onderlinge duels» 19:00 (UTC−6) | Martínez 11' Quintanilla 86' (pen.) | Externe link | Blanco 71' (pen.) | Estadio Cuscatlán, San Salvador Toeschouwers: 33.000 Scheidsrechter: Wálter Quesada (CRC) |

|                                               |           |              |             | |
| 10 juni 2009 «onderlinge duels» 19:30 (UTC−6) | Honduras  | 1–0          | El Salvador | Estadio Olímpico Metropolitano, San Pedro Sula Toeschouwers: 28.000 Scheidsrechter: Baldomero Toledo (USA) |
| 10 juni 2009 «onderlinge duels» 19:30 (UTC−6) | Pavón 13' | Externe link |             | Estadio Olímpico Metropolitano, San Pedro Sula Toeschouwers: 28.000 Scheidsrechter: Baldomero Toledo (USA) |

|                                               |                     |              |                    |                                                                                    |
| 10 juni 2009 «onderlinge duels» 20:30 (UTC−5) | Mexico              | 2–1          | Trinidad en Tobago | Aztekenstadion, Mexico-Stad Toeschouwers: 92.000 Scheidsrechter: José Pineda (HON) |
| 10 juni 2009 «onderlinge duels» 20:30 (UTC−5) | Franco 2' Rojas 48' | Externe link | 45+1' Tinto        | Aztekenstadion, Mexico-Stad Toeschouwers: 92.000 Scheidsrechter: José Pineda (HON) |

#### Speelronde zes tot en met acht
Het tij keerde in de tweede speelhelft, Mexico herpakte zich met een 2-1 zege op de Verenigde Staten, invaller Sabah scoorde vlak voor tijd het winnende doelpunt. Koploper Costa Rica verloor kansloos met respectievelijk 4-0 en 0-3 van Honduras en Mexico en na een nieuwe nederlaag tegen El Salvador werd bondscoach Rodrigo Kenton ontslagen. Met nog twee wedstrijden te spelen stonden de Verenigde Staten, Mexico en Honduras op pole position om zich te plaatsen, Costa Rica had één punt achterstand op Honduras.
|                                                   |                      |              |                  |                                                                                        |
| 12 augustus 2009 «onderlinge duels» 15:00 (UTC−5) | Mexico               | 2–1          | Verenigde Staten | Aztekenstadion, Mexico-Stad Toeschouwers: 104.499 Scheidsrechter: Roberto Moreno (PAN) |
| 12 augustus 2009 «onderlinge duels» 15:00 (UTC−5) | Castro 19' Sabah 82' | Externe link | 9' Davies        | Aztekenstadion, Mexico-Stad Toeschouwers: 104.499 Scheidsrechter: Roberto Moreno (PAN) |

|                                                   |                    |              |             |                                                                                               |
| 12 augustus 2009 «onderlinge duels» 19:30 (UTC−4) | Trinidad en Tobago | 1–0          | El Salvador | Hasely Crawfordstadion, Port of Spain Toeschouwers: 25.784 Scheidsrechter: Terry Vaughn (USA) |
| 12 augustus 2009 «onderlinge duels» 19:30 (UTC−4) | Glen 7'            | Externe link |             | Hasely Crawfordstadion, Port of Spain Toeschouwers: 25.784 Scheidsrechter: Terry Vaughn (USA) |

|                                                   |                                               |              |            | |
| 12 augustus 2009 «onderlinge duels» 19:30 (UTC−6) | Honduras                                      | 4–0          | Costa Rica | Estadio Olímpico Metropolitano, San Pedro Sula Toeschouwers: 30.000 Scheidsrechter: Marco Antonio Rodríguez (MEX) |
| 12 augustus 2009 «onderlinge duels» 19:30 (UTC−6) | Costly 30', 90+2' Pavón 51' M. Valladares 89' | Externe link |            | Estadio Olímpico Metropolitano, San Pedro Sula Toeschouwers: 30.000 Scheidsrechter: Marco Antonio Rodríguez (MEX) |

|                                                   |                            |              |              |                                                                                 |
| 5 september 2009 «onderlinge duels» 18:00 (UTC−6) | Verenigde Staten           | 2–1          | El Salvador  | Rio Tinto Stadium, Sandy Toeschouwers: 19.066 Scheidsrechter: José Pineda (HON) |
| 5 september 2009 «onderlinge duels» 18:00 (UTC−6) | Dempsey 41' Altidore 45+2' | Externe link | 31' Castillo | Rio Tinto Stadium, Sandy Toeschouwers: 19.066 Scheidsrechter: José Pineda (HON) |

|                                                   |                                      |              |                    | |
| 5 september 2009 «onderlinge duels» 19:00 (UTC−6) | Honduras                             | 4–1          | Trinidad en Tobago | Estadio Olímpico Metropolitano, San Pedro Sula Toeschouwers: 38.000 Scheidsrechter: Mark Geiger (USA) |
| 5 september 2009 «onderlinge duels» 19:00 (UTC−6) | Pavón 20', 28' Guevara 62' Suazo 83' | Externe link | 86' Baptiste       | Estadio Olímpico Metropolitano, San Pedro Sula Toeschouwers: 38.000 Scheidsrechter: Mark Geiger (USA) |

|                                                   |            |              |                                          |                                                                                           |
| 5 september 2009 «onderlinge duels» 20:00 (UTC−6) | Costa Rica | 0–3          | Mexico                                   | Estadio Ricardo Saprissa, San José Toeschouwers: 20.000 Scheidsrechter: Neal Brizan (TRI) |
| 5 september 2009 «onderlinge duels» 20:00 (UTC−6) |            | Externe link | 45+1' dos Santos 62' Franco 71' Guardado | Estadio Ricardo Saprissa, San José Toeschouwers: 20.000 Scheidsrechter: Neal Brizan (TRI) |

|                                                   |                    |              |                  |                                                                                              |
| 9 september 2009 «onderlinge duels» 19:11 (UTC−4) | Trinidad en Tobago | 0–1          | Verenigde Staten | Hasely Crawfordstadion, Port of Spain Toeschouwers: 4.700 Scheidsrechter: Joel Aguilar (SLV) |
| 9 september 2009 «onderlinge duels» 19:11 (UTC−4) |                    | Externe link | 61' Clark        | Hasely Crawfordstadion, Port of Spain Toeschouwers: 4.700 Scheidsrechter: Joel Aguilar (SLV) |

|                                                   |                |              |            |                                                                                             |
| 9 september 2009 «onderlinge duels» 19:00 (UTC−6) | El Salvador    | 1–0          | Costa Rica | Estadio Cuscatlán, San Salvador Toeschouwers: 18.000 Scheidsrechter: Benito Archundia (MEX) |
| 9 september 2009 «onderlinge duels» 19:00 (UTC−6) | Corrales 90+1' | Externe link |            | Estadio Cuscatlán, San Salvador Toeschouwers: 18.000 Scheidsrechter: Benito Archundia (MEX) |

|                                                   |                   |              |          |                                                                                          |
| 9 september 2009 «onderlinge duels» 20:00 (UTC−5) | Mexico            | 1–0          | Honduras | Aztekenstadion, Mexico-Stad Toeschouwers: 97.897 Scheidsrechter: Courtney Campbell (JAM) |
| 9 september 2009 «onderlinge duels» 20:00 (UTC−5) | Blanco 76' (pen.) | Externe link |          | Aztekenstadion, Mexico-Stad Toeschouwers: 97.897 Scheidsrechter: Courtney Campbell (JAM) |

#### Speelronde negen en tien
De Verenigde Staten zou genoeg hebben aan een punt tegen concurrent Honduras om zich te plaatsen, na een 1-0 achterstand bij rust bogen de Verenigde Staten de achterstand om in een overwinning, Conor Casey scoorde twee doelpunten. Mexico profiteerde van de Hondurese nederlaag, won voor de vijfde keer op rij en plaatste zich na een 4-1 zege op El Salvador. De wedstrijd werd drie minuten stilgelegd, toen een zwerm bijen zich nestelde in het doel van El Salvador. De strijd om de derde plaats in de groep was nog open, na een 4-0 zege op Trinidad en Tobago had Costa Rica twee punten voorsprong op Honduras.
|                                                  |                                                      |              |              |                                                                                       |
| 10 oktober 2009 «onderlinge duels» 17:00 (UTC−5) | Mexico                                               | 4–1          | El Salvador  | Aztekenstadion, Mexico-Stad Toeschouwers: 104.000 Scheidsrechter: Carlos Batres (GUA) |
| 10 oktober 2009 «onderlinge duels» 17:00 (UTC−5) | González 25' (e.d.) Blanco 71' Palencia 85' Vela 90' | Externe link | 89' Martínez | Aztekenstadion, Mexico-Stad Toeschouwers: 104.000 Scheidsrechter: Carlos Batres (GUA) |

|                                                  |                                               |              |                    |                                                                                            |
| 10 oktober 2009 «onderlinge duels» 20:00 (UTC−6) | Costa Rica                                    | 4–0          | Trinidad en Tobago | Estadio Ricardo Saprissa, San José Toeschouwers: 10.000 Scheidsrechter: Jair Marrufo (USA) |
| 10 oktober 2009 «onderlinge duels» 20:00 (UTC−6) | James 26' (e.d.) Centeno 51' Saborío 61', 64' | Externe link |                    | Estadio Ricardo Saprissa, San José Toeschouwers: 10.000 Scheidsrechter: Jair Marrufo (USA) |

|                                                  |                  |              |                            | |
| 10 oktober 2009 «onderlinge duels» 20:00 (UTC−6) | Honduras         | 2–3          | Verenigde Staten           | Estadio Olímpico Metropolitano, San Pedro Sula Toeschouwers: 37.000 Scheidsrechter: Roberto Moreno (PAN) |
| 10 oktober 2009 «onderlinge duels» 20:00 (UTC−6) | de León 47', 78' | Externe link | 50', 66' Casey 71' Donovan | Estadio Olímpico Metropolitano, San Pedro Sula Toeschouwers: 37.000 Scheidsrechter: Roberto Moreno (PAN) |

Costa Rica leek zich te plaatsen voor het WK, door twee doelpunten van de bij FC Twente spelende Bryan Ruiz nam Costa Rica een 0-2 voorsprong tegen het al geplaatste Verenigde Staten. Na de aansluitingstreffer van Bob Bradley, verpestte Jonathan Bornstein het Costaricaanse feestje, door ruim in blessure-tijd de gelijkmaker te scoren. Honduras profiteerde, het won met 0-1 de uitwedstrijd van El Salvador en plaatste zich voor het WK dankzij een beter doelsaldo dan Costa Rica, de eerste kwalificatie sinds 1982. Costa Rica moest in een Play-Off wedstrijd speler tegen de nummer vijf van Zuid-Amerika, Uruguay.
|                                                  |             |              |           |                                                                                            |
| 14 oktober 2009 «onderlinge duels» 18:05 (UTC−6) | El Salvador | 0–1          | Honduras  | Estadio Cuscatlán, San Salvador Toeschouwers: 28.000 Scheidsrechter: Ricardo Salazar (USA) |
| 14 oktober 2009 «onderlinge duels» 18:05 (UTC−6) |             | Externe link | 64' Pavón | Estadio Cuscatlán, San Salvador Toeschouwers: 28.000 Scheidsrechter: Ricardo Salazar (USA) |

|                                                  |                          |              |                         |                                                                                                |
| 14 oktober 2009 «onderlinge duels» 20:05 (UTC−4) | Trinidad en Tobago       | 2–2          | Mexico                  | Hasely Crawfordstadion, Port of Spain Toeschouwers: 2.000 Scheidsrechter: Wálter Quesada (CRC) |
| 14 oktober 2009 «onderlinge duels» 20:05 (UTC−4) | Baptiste 23' (pen.), 61' | Externe link | 57' Esqueda 65' Salcido | Hasely Crawfordstadion, Port of Spain Toeschouwers: 2.000 Scheidsrechter: Wálter Quesada (CRC) |

|                                                  |                             |              |               | |
| 14 oktober 2009 «onderlinge duels» 20:05 (UTC−4) | Verenigde Staten            | 2–2          | Costa Rica    | Robert F. Kennedy Memorial Stadium, Washington Toeschouwers: 36.243 Scheidsrechter: Benito Archundia (MEX) |
| 14 oktober 2009 «onderlinge duels» 20:05 (UTC−4) | Bradley 71' Bornstein 90+5' | Externe link | 20', 23' Ruiz | Robert F. Kennedy Memorial Stadium, Washington Toeschouwers: 36.243 Scheidsrechter: Benito Archundia (MEX) |

## Intercontinentale play-off
|                                                   |            |            |         | |
| 14 november 2009 «onderlinge duels» 20:00 (UTC−6) | Costa Rica | 0 – 1      | Uruguay | Estadio Ricardo Saprissa, San José Toeschouwers: 19.500 Scheidsrechter: Alberto Undiano Mallenco (Spanje) |
| 14 november 2009 «onderlinge duels» 20:00 (UTC−6) |            | 21' Lugano |         | Estadio Ricardo Saprissa, San José Toeschouwers: 19.500 Scheidsrechter: Alberto Undiano Mallenco (Spanje) |

|                                                   |           |       |             |                                                                                                   |
| 18 november 2009 «onderlinge duels» 21:00 (UTC−2) | Uruguay   | 1 – 1 | Costa Rica  | Estadio Centenario, Montevideo Toeschouwers: 55.000 Scheidsrechter: Massimo Busacca (Zwitserland) |
| 18 november 2009 «onderlinge duels» 21:00 (UTC−2) | Abreu 70' |       | 74' Centeno | Estadio Centenario, Montevideo Toeschouwers: 55.000 Scheidsrechter: Massimo Busacca (Zwitserland) |

Uruguay wint met 2–1 over twee wedstrijden en plaatst zich voor het wereldkampioenschap voetbal 2010.